# 香港規劃師學會
香港規劃師學會（英語：The Hong Kong Institute of Planners）是香港城市規劃師的專業機構，成立於1978年，及後在1991年5月香港立法局通過《香港規劃師學會法團條例》，學會改制為法定團體。學會工作包括制定城市規劃師的認可規則、城市問題研究和推廣相關教育工作。它也是代表香港城市規劃師權益的專業組織，會址位於香港英皇道663號泓富產業千禧廣場2樓201室，比鄰北角政府合署城市規劃委員會及規劃署總部。
規劃師學會的宗旨是提升規劃專業的水平和地位，為香港的城市發展提供專業意見和建議，以及推動規劃教育和社會參與。學會的會員是公共部門和私營部門的規劃工作的認可資格，也是香港立法會建築、測量、都市規劃及園境界功能界別的組成部分之一。學會定期舉辦各種活動，如講座、研討會、考察團、年度晚宴等，以促進會員之間和其他相關團體的交流和合作。香港規劃師學會是香港專業聯盟的會員團體之一。

## 會藉
截至2019年，香港規劃師學會有約768名會員，分為榮譽會員、資深會員、全資格會員、學生會員、退休會員和學會會友級別，會員制度旨在促進專業卓越、知識共享和道德實踐。每個等級的入會要求各有不同，會員必須遵守專業行為守則，並在香港城市和區域規劃方面維持著高標準。資深會員可以在其姓名後加上「FHKIP」名銜，全資格會員可以加上「MHKIP」名銜。
學會考試事務幹事會負責舉行會員資格考試，該考試獲規劃師註冊管理局認可為等同於香港註冊專業規劃師資格考試。

## 註冊專業規劃師
香港規劃師學會的資深會員和全資格會員均符合資格，根據香港法例第418章《規劃師註冊條例》於香港規劃師註冊管理局申請成為註冊專業規劃師。

## 規劃研究
規劃師學會出版一份名為「規劃與拓展」的年刊，旨在促進與香港及其他地區城市規劃和發展相關的知識和思想交流，涵蓋廣泛的主題，例如城市設計、交通、住房、可持續性和社區參與。該期刊還包括對香港及其他地區重要規劃事件和發展的評論。

## 社會參與
香港規劃師學會是香港選舉委員會建築、測量、都市規劃及園境界的合資格團體選民，可以投票選出該界別的選舉委員會委員；同時，香港規劃師學會會長擔任選舉委員會建築、測量、都市規劃及園境界的當然委員。

## 另請參見
- 規劃師註冊管理局
- 城市規劃委員會
- 規劃署
- 香港專業聯盟

## 外部連結
- 官方网站